# アフリカナイズドミツバチ
アフリカナイズドミツバチ（アフリカ化ミツバチ、Africanized honey bee, AHB）はアフリカミツバチ（Apis mellifera scutellata）とセイヨウミツバチ（A. m. ligustica 及び A. m. iberiensis）の交雑種。攻撃性が強く、人間の死亡例も多いために恐れられているが、地域によっては生命力の強さが買われて養蜂に使われている。また、セイヨウミツバチとの交雑が進んだため、最近では攻撃性が弱まりつつある。別名キラービー (killer bee)、アフリカナイズドビー (Africanized bees)、アフリカ蜂化ミツバチ。

## 概要
アフリカナイズドミツバチのセイヨウミツバチと比較しての特徴は次の通りである：
- 分蜂しやすい。
- 元の巣を放棄して別の場所に巣を作ることが多い。養蜂家が頻繁に近づくだけで巣を捨てることもある。
- 季節の変わり目など、エサが少なくなると巣を移動する。
- セイヨウミツバチよりも空洞に巣を作る性質が強い。
- 巣に防御専門の役割のハチが多く暮らす。
- 巣周辺の警戒領域が広く、その領域に入った生き物を防御本能で攻撃する。
- 移動中、一時的に休息している群れは、防御行動をとりやすい。
- 攻撃する場合、多数の個体が出動し、逃げても非常に長距離を追いかける。
- エサが無い環境で長期間生きられない。そのため、厳しい冬、晩秋の乾季がある地域には侵入していない。

恐ろしいアフリカナイズドミツバチだが、中央アメリカでは養蜂に使われている。中央アメリカでは古代から養蜂にハリナシバチ (Stingless bee) を使っていたが、アフリカナイズドミツバチの方がプロポリスなどを集める能力に優れていたため、多くの養蜂家がこれに切り替えている。とはいえ、アフリカナイズドミツバチは多くの地域で侵略的外来種扱いされている。
アフリカナイズドミツバチは熱帯に強いとされているが、北緯39度付近（ミズーリ州カンザスシティと同じ緯度）でも観察例がある。逆に南アメリカ南部では見つかっていない。北部にわたったアフリカナイズドミツバチは、現地のセイヨウミツバチとの交雑が進んで今ではアフリカミツバチ由来の遺伝子は大分薄められており、アフリカナイズドミツバチが危険とされている地域はアメリカ合衆国南部に限られている。

## 繁殖のきっかけ
アメリカ大陸にはもともとミツバチがおらず、ヨーロッパからの移民がセイヨウミツバチを持ち込んだものであり、熱帯の飼育には適していなかった。そこで1957年、ブラジルの生物学者、ワーウィック・カー（またはケール） (Warwick Estevam Kerr) はサンパウロ州にある研究所で、タンザニア原産のアフリカミツバチの持つ熱帯での生存能力に注目し、セイヨウミツバチと掛け合わせて、熱帯地方での養蜂に適した品種を作り出そうとした。
それが逃げ出し、ヨーロッパ人によって以前から養蜂のために持ち込まれていたセイヨウミツバチと交配してアフリカナイズドミツバチが生まれた。カーは産卵能力を有する女王蜂が巣箱から逃げ出さないよう隔王板（女王蜂より小さく働き蜂より大きな穴が空いた板）を設置していたが、たまたまそれを見た地元の養蜂家が飼育のじゃまになると考えて取り除いてしまったのがきっかけだという。なお、アフリカミツバチの種類は当初はApis mellifera adansonii と考えられていたが、その後の分析でA. m. scutellata であることが判明した。
カーとサンパウロ州の関係者は対策として、1965年～1972年、性質の温和なイタリアミツバチ Apis mellifera ligustica  (Italian bee)  2万3千匹を地元養蜂家に配布して、アフリカミツバチの遺伝的要素を薄めようとした。その成果があがり、サンパウロ州を中心にアフリカナイズドミツバチの攻撃性が弱まっているとする報告もなされている。

## 各地への広がり

1990年から2003年にかけてアメリカに広がっていくアフリカナイズドミツバチ

2002年時点で、アフリカナイズドミツバチはブラジル国境を越えて、南方向へはアルゼンチン北部、北方向へはメキシコを越えて、アメリカ合衆国のテキサス、アリゾナ、ニューメキシコ、フロリダ、カリフォルニア南部にまで広がっている。テキサスでは、地元養蜂家などの努力もあり、東部にまでは広がっていかなかった。ただしルイジアナ南部では個体が発見されており、テキサスを越えて来たものか、あるいは船に乗って来たものと見られる。2005年6月にはテキサス州境を越え、アーカンソー南部でも見つかっている。2007年9月11日、ルイジアナ州農務局の局長ボブ・オドム (Bob Odom) は、アフリカナイズドミツバチがニューオリンズにも定住していると発表している
。
最も盛んな時には、1日2キロメートルのペースで生息範囲を北に広げていった。アフリカナイズドミツバチはセイヨウミツバチと生息場所を争う傾向があったため、この巣箱をうまく配置してアフリカナイズドミツバチを防ぐ試みもなされてきた。パナマ地峡などでは成功したが、多くは政府機関、国際機関による対策も含めて成功していない。
2003年にはカリフォルニア州ベーカーズフィールド、2004年にはカリフォルニアセントラルヴァレーでも観察されている。南カリフォルニアの養蜂家がこのハチの生存北限を調べたことがある。それによるとシエラネバダ山脈の北、カスケード山脈の南あたりまでだった。このハチは春の比較的早い時期にエサ集めを必要としているが、ここより北ではその頃にはまだ花が咲いていない。

## 形態、種類
よく使われる「アフリカナイズドミツバチ」という言葉だが、群れによってセイヨウミツバチの交雑割合は様々であり、科学的に厳密な定義は難しい。アフリカミツバチはセイヨウミツバチより体長が小さく、巣のマス目も小さいため、交雑種であるアフリカナイズドミツバチもセイヨウミツバチよりは小さい。翅の長さもセイヨウミツバチより小さい。ただし、個体によって差があるため、形態で判定するには通常は相当数のサンプルを採取して統計的な解析をしなければ決定することはできない。しかも、アメリカ南東部には同じく小型であるエジプトバチ (Apis mellifera lamarckii) との交雑種もいるため、判別は非常に難しい。そのため現在は遺伝学的スクリーニングで判別することが多いが、設備の整った施設でなければ実施できないのが難点である。
アメリカのアフリカナイズドミツバチには2つの系統がある。一つは「アフリカミツバチ由来のミトコンドリアDNA、セイヨウミツバチ由来の核DNA」を持つもの」を主とするもの、もう一つは逆に「セイヨウミツバチ由来のミトコンドリアDNA、アフリカミツバチ由来の核DNA」である。その割合は前者が断然多く、1989年のDNA調査では北限付近で90%程度であった。ミトコンドリアDNAは通常母親由来であることから、アメリカで繁殖しているアフリカナイズドミツバチは、最初に逃げ出した女王蜂を継ぐ系統であることを示唆している。その後数年で交雑が進み、後者の割合も少しずつ増えている。しかし、後者は生存能力が低く、群れは持続しない。

## 原品種のそれぞれの特性
昔から、養蜂家によってアメリカ大陸のミツバチは改良が続けられてきた。アフリカナイズドミツバチが生まれたのも、元々はその活動の一環である。これまで北アメリカで使われてきた最も一般的な系統は、イタリアミツバチ Apis mellifera ligusticaであり、ヨーロッパでは数千年使われてきたものである。これまでの品種改良により、ミツバチは元々の獰猛な性質が少しずつ削られていった。
一方、アフリカ中南部のミツバチは、イタチの一種ラーテルなどの天敵から身を守る必要のため、防衛本能が強かった。アフリカの住民には養蜂の習慣が無く、木のウロなどに作られたハチの巣を取っていただけなので、品種改良がなされることもなかった。特にサハラ砂漠南部の種は旱魃にも強くなり、優れた防御本能と生存能力を獲得していった。

### 防衛本能
アフリカナイズドミツバチはセイヨウミツバチよりも防衛本能が強く、敵を集団で攻撃する。これをハイパー防御行動（hyper-defensive behavior）と呼ぶ科学者もいる。過去数10年で何人もが犠牲になっており、このためアフリカナイズドミツバチは「キラービー（殺人ミツバチ）」とも呼ばれている。ただし通常のハチでも、毒成分であるアプトキシン (Apitoxin) によるアナフィラキシーショックによって人を殺す可能性がある。このハチの祖先であるアフリカミツバチ（A. m. scutellata）も、南アフリカ共和国で多くの人を殺している。

### 危険性
アフリカナイズドミツバチは、扇情的なテレビや報道の影響もあり、多くの人に恐れられてきた。ただし、アメリカ合衆国では1990年から2004年7月の間にこのハチにより14人が死亡しているが、これは同じ期間の毒蛇被害よりも少ない。
このハチが人口密度が高いフロリダに侵入した際、州の担当者は市民が過剰な反応をしないよう「Florida African Bee Action Plan」という対策計画を作成している。その中には「ニュース報道により、市民がこのハチに過剰に反応する恐れがある。例えば、郊外でのミツバチの飼育を禁止させる、といった要求がでることも予想される。しかしこれは対策としては逆効果であり、一般にはセイヨウミツバチはアフリカナイズドミツバチの侵入を防ぐ」などと解説されている。

## 農業への影響

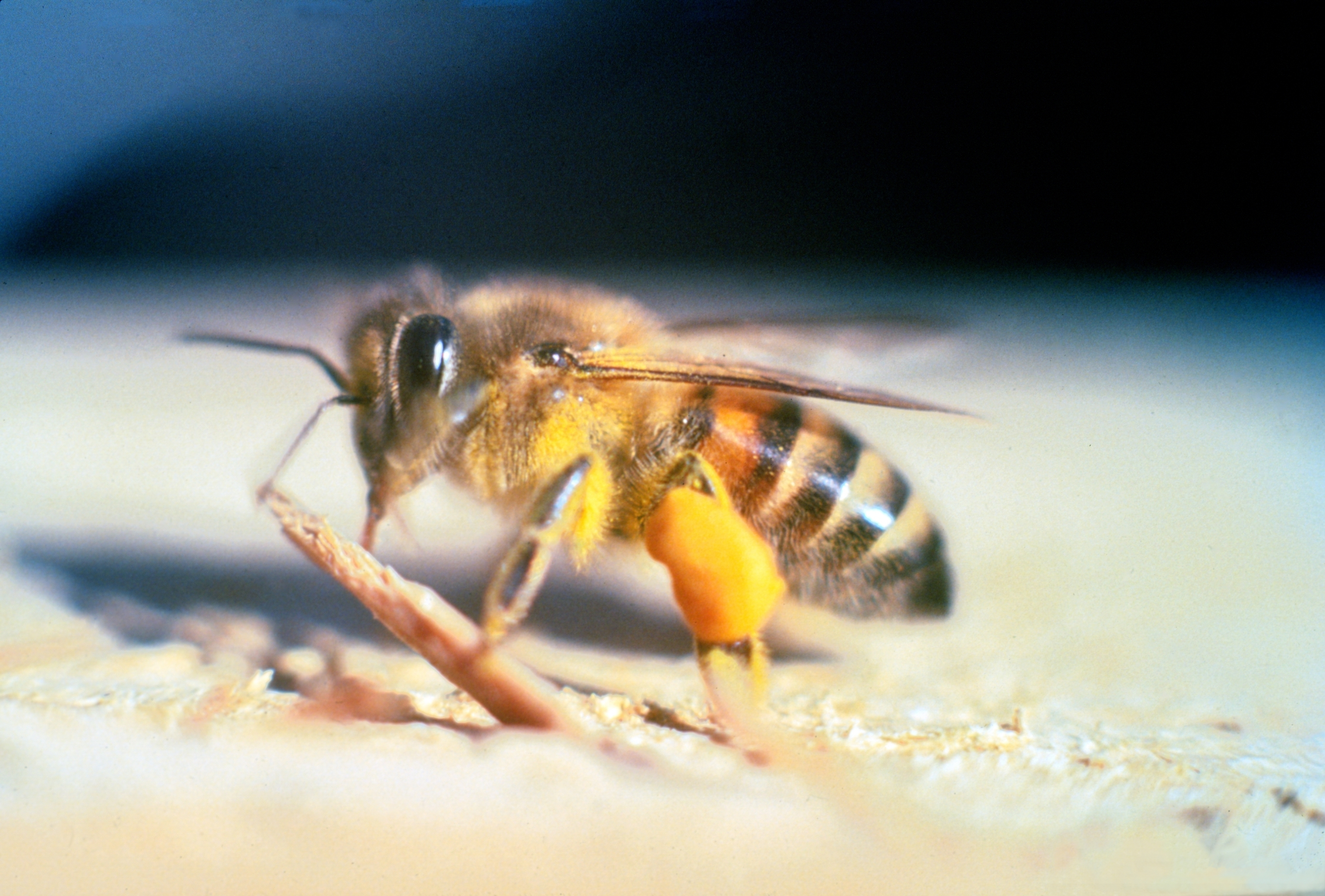
横から見たアフリカナイズドミツバチ

一説によると、アフリカナイズドミツバチは巣の移動などの明確なきっかけが無くても時々女王蜂が交替するため、群れの性格が変わり、凶暴性を増すことがある。そのため、アフリカナイズドミツバチの存在は、ミツバチによる人工授粉 (pollination management) を行っている農家等にとって脅威となっている。

### 養蜂への利用
メキシコではアフリカナイズドミツバチの農業利用方法が確立されている。メキシコの養蜂家は、購入した普通のミツバチにアフリカナイズドミツバチのオスを交配させて生ませた第1世代の女王蜂が優れた特性を持つことに気付いた。この女王蜂が作るコロニーの働き蜂はそれほど防衛本能が強くなく、養蜂家は比較的安価で安全なアフリカナイズドミツバチの働き蜂を手に入れることができる。
アフリカナイズドミツバチは蜂蜜よりもむしろ、樹脂の一種プロポリスを多く集める特性があり、これが健康食品として注目され、ブラジルではこのハチの利用が広がっている。ブラジルでは、アフリカナイズドミツバチは、殺し屋バチと呼ばれている。ブラジルでは一部の人の間で、セイヨウミツバチの働きバチがエサ取りに出ている隙に、アフリカナイズドミツバチの女王蜂が元の女王を殺し、コロニーを丸ごと乗っ取ると信じられている。もっとも、この伝説を裏付ける実験的事実は無い。この性質を持つケープミツバチ (Apis mellifera capensis) の話と混同しているのかもしれない。